# 13500 Viscardy
13500 Viscardy eller 1987 PM är en asteroid i huvudbältet som upptäcktes den 6 augusti 1987 av CERGA-observatoriet i Nice. Den är uppkallad efter Georges Viscardy.